# Harpa doris
Espèce
Harpa doris est une espèce de mollusques marins appartenant à la classe des gastéropodes.

## Caractéristiques
- Répartition : côtes ouest de l'Afrique[1].
- Longueur : 7 cm.

## Philatélie
Ce coquillage figure sur une émission de l'Angola de 1974 (0,25 $).